# Flughafen Kuopio

i8
i11
i13
Der Flughafen Kuopio (IATA-Code: KUO, ICAO-Code: EFKU) befindet sich 17 Kilometer nördlich von Kuopio im Süden des Gemeindegebiets von Siilinjärvi in der Nähe des Dorfes Rissala in Finnland. Der Flugbetrieb wurde 1940 aufgenommen. 2008 wurde ein Seeterminal neben dem Flughafen errichtet.

## Zivile Nutzung
Derzeit wird Kuopio bis zu vier Mal täglich von der Fluggesellschaft Norra im Auftrage von Finnair angeflogen, die Flüge nach Helsinki anbietet. Eingesetzt werden Flugzeuge des Typs ATR 72. Im Winterflugplan verbindet Sunclass Airlines zusätzlich wöchentlich mit Flugzeugen des Typs A321 den Flughafen Kuopio mit Gran Canaria.
Für die Fluggastabfertigung stehen zwei Gates und ein Gepäckband zur Verfügung. Des Weiteren wird hinter der Sicherheitskontrolle ein Café für Reisende betrieben.
Es bestehen Busverbindungen zu den Städten Kuopio und Siilinjärvi. Die Busse verkehren montags bis freitags zwischen 5 und ca. 19 Uhr. An Wochenenden besteht keine Busanbindung.

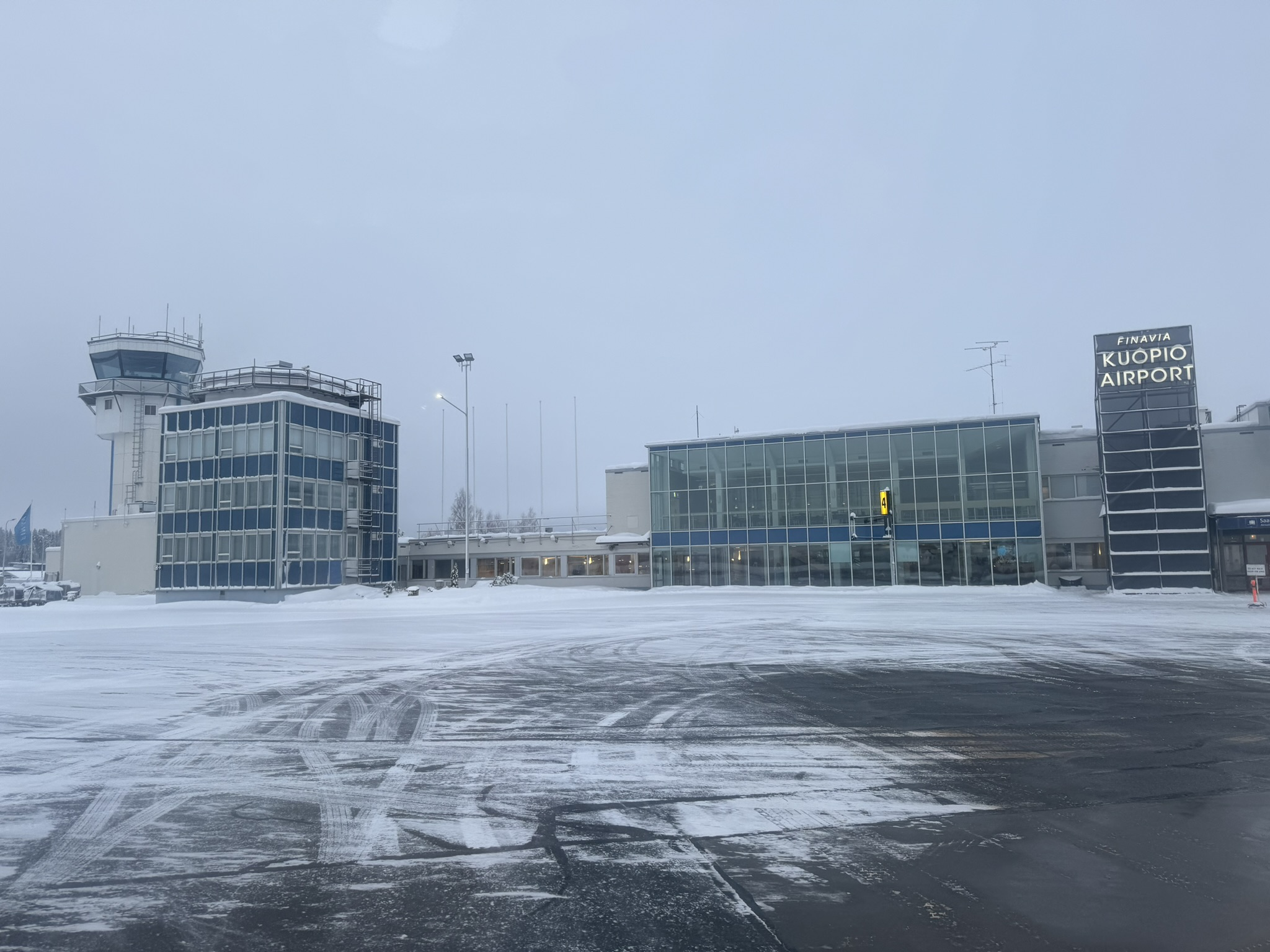
Blick auf das Terminal vom Vorfeld aus gesehen
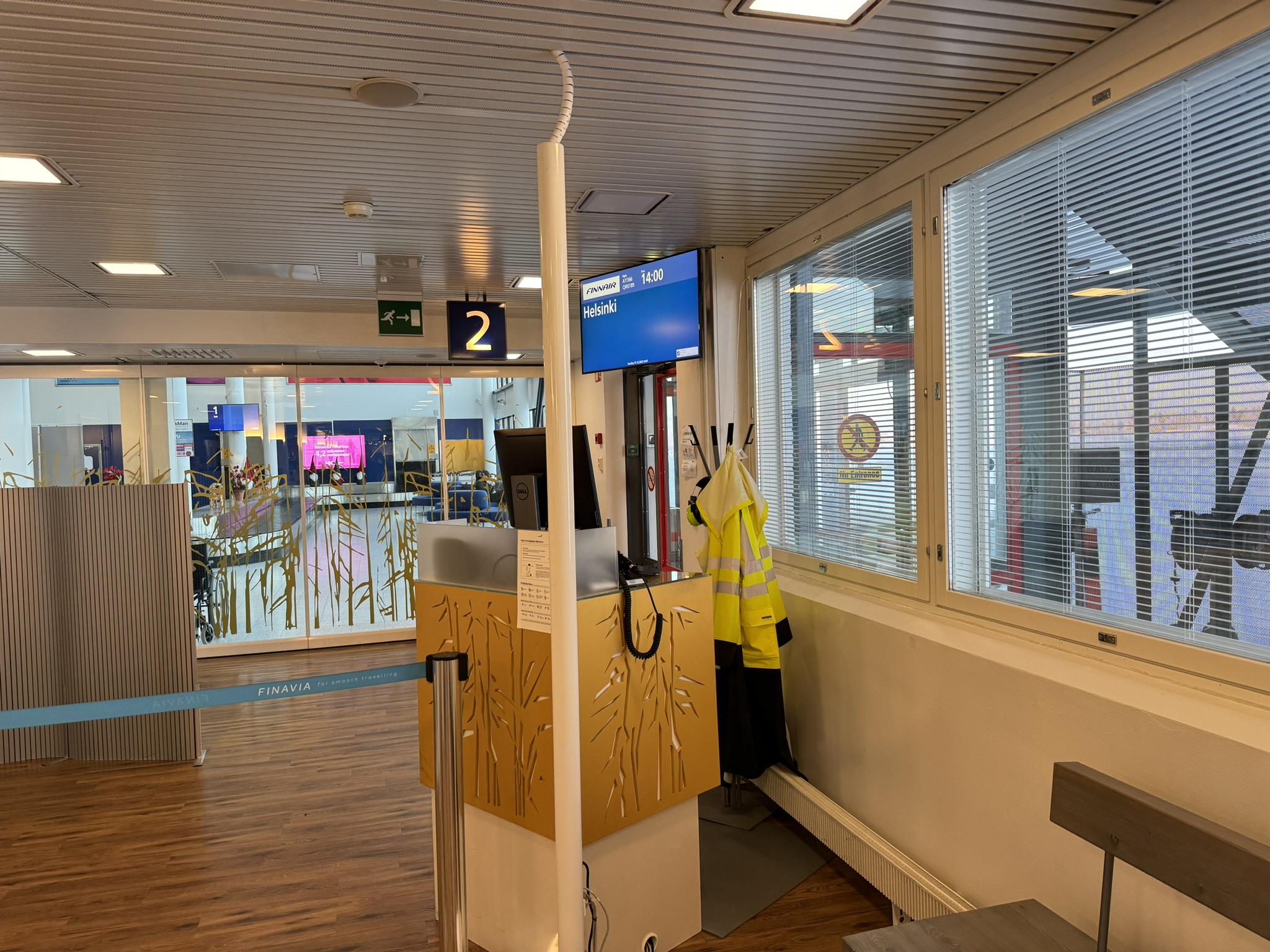
Blick auf Gate 2 und Gepäckband
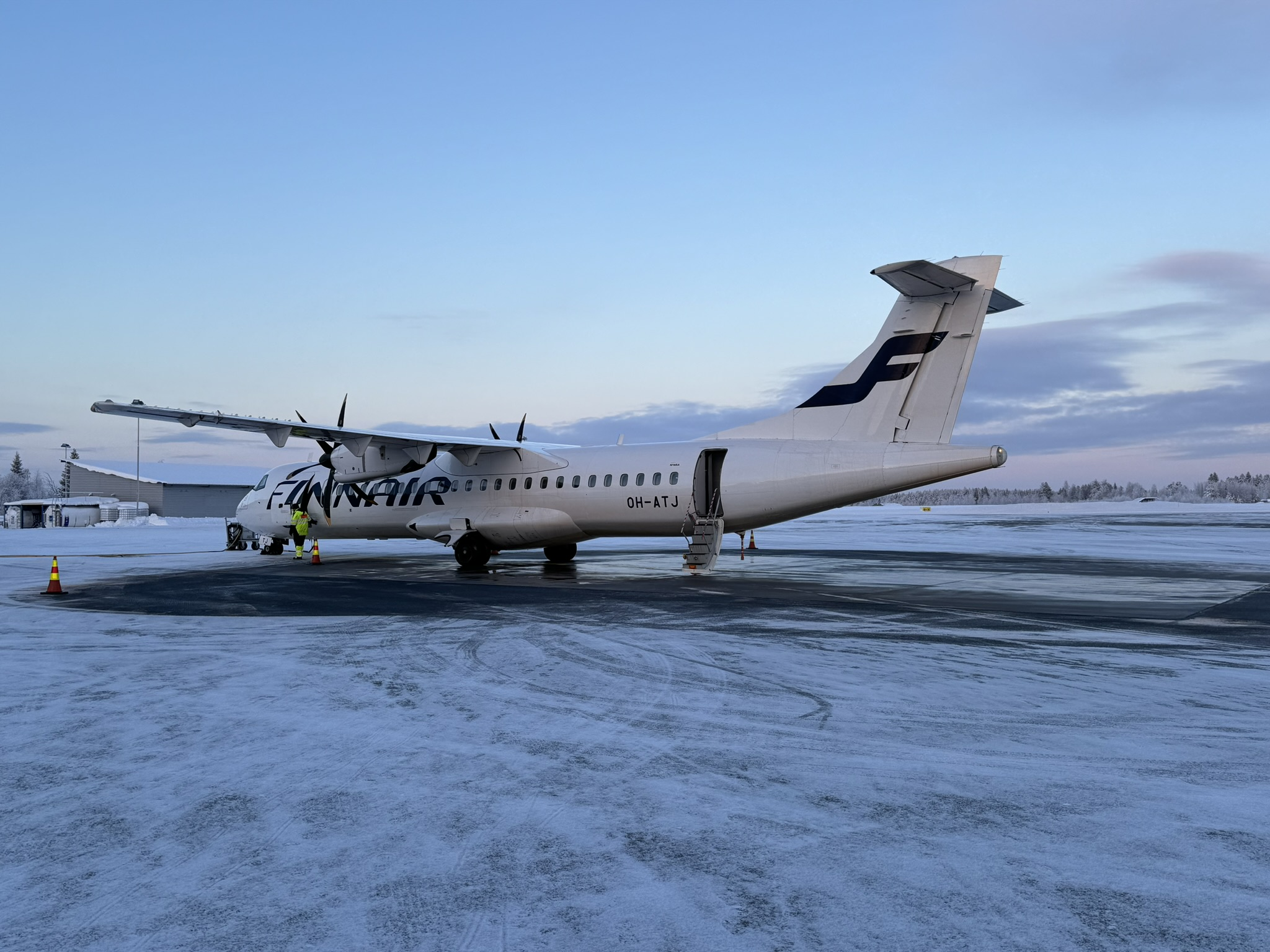
Eine ATR 72 von Norra eingesetzt auf der Verbindung nach Helsinki

## Militärische Nutzung
Im südlichen Teil des Areals liegt der militärische Bereich der finnischen Luftwaffe. Hier ist eines der drei Geschwader der finnischen Luftwaffe stationiert (Geschwader Karelien: Karjalan lennosto). In dem Geschwader dienen 600 Soldaten und es verfügt über 20 Mehrzweckkampfflugzeuge vom Typ F/A-18C/D Hornet. Im Felsen westlich der Platte sind zwei Eingänge zu einer Flugzeugkaverne.
2023 begannen auf dem militärischen Bereich die im Hinblick auf die Stationierung der F-35A erforderlichen Baumaßnahmen.

## Zwischenfälle
Am 3. Oktober 1978 fiel an einer Douglas DC-3/C-47A-1-DK der Luftstreitkräfte Finnlands (Luftfahrzeugkennzeichen FinnAF DO-10) ein Triebwerk aufgrund eines beschädigten Auslassmechanismus des Zylinders Nr. 5 aus. Der Kommandant versuchte, zum Startflughafen Kuopio zurückzukehren. Er kurvte auf die Seite des stehenden Triebwerks ein, verlor aber die Kontrolle über das Flugzeug, das etwa einen Kilometer westlich des Flughafens in den Juurusvesi-See stürzte. Alle 15 Insassen, drei Besatzungsmitglieder und 12 Passagiere, kamen ums Leben.

## Belege
1. ↑  Passengers by airports 1998-2024. (XLSX; 50 KB) In: finavia.fi. Finavia, abgerufen am 15. April 2025.
2. ↑  12ii -- Kotimaan lentoasemien matkustajamäärät ja rahtitonnit vuosittain, 2019-2024. In: pxdata.stat.fi. Tilastokeskus, abgerufen am 15. April 2025 (finnisch).
3. ↑  https://www.finnair.com/de-en/destinations/europe/finland/kuopio
4. ↑  Flugstatistik auf flightradar24.com. Abgerufen am 1. Januar 2024.
5. ↑  Website der finnischen Luftwaffe (Memento vom 27. September 2007 im Internet Archive) (finnisch); abgerufen am 30. Mai 2023
6. ↑  The Status of the F-35 Programme. Defense-Aerospace.com, 19. September 2023.
7. ↑  Flugunfalldaten und -bericht DC-3 FinnAF DO-10  im Aviation Safety Network (englisch), abgerufen am 13. Mai 2023.